# Hongqi, Jinwan
Hongqi (kinesiska: 红旗) är en köping i sydöstra Kina. Den ligger i stadsdistriktet Jinwan i staden Zhuhai i provinsen Guangdong,  omkring 110 kilometer söder om provinshuvudstaden Guangzhou. Antalet invånare är 67 631. Befolkningen består av 30 798 kvinnor och 36 833 män. Barn under 15 år utgör 11,0 %, vuxna 15-64 år 84 %, och äldre över 65 år 3,0 %.